# Joker (phim)
Joker là một bộ phim điện ảnh Mỹ thuộc thể loại tâm lý – giật gân ra mắt năm 2019 do Todd Phillips làm đạo diễn kiêm đồng sản xuất, với phần kịch bản do ông chấp bút cùng nhà biên kịch Scott Silver. Bộ phim dựa trên nguyên tác truyện tranh gốc của DC Comics, với bối cảnh được đặt vào năm 1981 ở Thành phố Gotham. Nam diễn viên Joaquin Phoenix thủ vai nhân vật chính Arthur Fleck/Joker, một gã hề kiêm nghệ sĩ hài độc thoại thất bại, vì bị xã hội bỏ rơi nên tâm lý ngày càng trở nên bất ổn, sau cùng đã trở thành kẻ dẫn đầu một cuộc bạo loạn phản văn hóa chống lại tầng lớp thượng lưu của Thành phố Gotham. Robert De Niro, Zazie Beetz, Frances Conroy, Brett Cullen, Glenn Fleshler, Bill Camp, Shea Whigham, Marc Maron, Douglas Hodge, Josh Pais và Leigh Gill đảm nhiệm các vai diễn phụ trong phim. Joker do hãng Warner Bros. Pictures, DC Films và Joint Effort liên kết với Bron Creative và Village Roadshow Pictures chịu trách nhiệm sản xuất, trong đó hãng Warner Bros. cũng kiêm luôn vai trò phân phối tác phẩm. Đội ngũ làm phim đã sáng tạo ra một cốt truyện mới về nguồn gốc của nhân vật Joker – một câu chuyện vốn khác biệt với các chất liệu truyện tranh nguyên tác sẵn có.
Phillips đã thai nghén những ý tưởng cho Joker từ năm 2016 và bắt tay vào thực hiện phần kịch bản với Silver trong suốt cả năm 2017. Cả hai lấy cảm hứng từ các nhân vật điện ảnh của thập niên 1970 cũng như các tác phẩm của Martin Scorsese (chủ yếu là Taxi Driver và The King of Comedy); Scorsese ban đầu cũng tham gia dự án với vai trò sản xuất. Joker cũng có sử dụng một số yếu tố từ nội dung của hai bộ truyện tranh Batman: The Killing Joke (1988) và The Dark Knight Returns (1986), tuy nhiên Phillips và Silver không thực sự lấy bất cứ bộ truyện tranh cụ thể nào làm nguồn cảm hứng chính. Phoenix bắt đầu tham gia dự án từ tháng 2 năm 2018 và chính thức đảm nhiệm vai diễn từ tháng 7 cùng năm, trong khi hầu hết dàn diễn viên phụ tham gia ký hợp đồng vào tháng 8. Việc ghi hình được diễn ra tại Thành phố New York, Thành phố Jersey và Newark từ tháng 9 đến tháng 12 năm 2018. Joker là phim điện ảnh người đóng đầu tiên về Batman được Hiệp hội Điện ảnh Hoa Kỳ gắn nhãn R.
Joker có buổi công chiếu ra mắt tại Liên hoan phim quốc tế Venezia lần thứ 76 vào ngày 31 tháng 8 năm 2019; cũng tại liên hoan phim này, tác phẩm đã vinh dự được trao giải Sư tử vàng. Phim chính thức được khởi chiếu tại Hoa Kỳ từ ngày 4 tháng 10 năm 2019, đón nhận nhiều luồng ý kiến trái chiều từ giới chuyên môn. Trong khi diễn xuất của Joaquin Phoenix, phần nhạc nền và kỹ thuật quay phim được đánh giá cao, thì việc khắc họa hình ảnh những bệnh nhân tâm thần cùng tông nền u ám và tính chất bạo lực của phim đã làm dấy lên nhiều lo ngại về cách bộ phim sẽ gián tiếp tạo nên những cuộc bạo loạn trong thực tế. Rạp Century 16 ở Aurora, Colorado – nơi từng xảy ra vụ nổ súng vào năm 2012 trong một suất chiếu đêm của Kỵ sĩ bóng đêm trỗi dậy đã từ chối công chiếu Joker. Dù vậy, tác phẩm vẫn trở thành hiện tượng phòng vé, với nhiều kỷ lục xác lập cho một phim điện ảnh phát hành trong tháng 10. Phim thu về tổng cộng 1,074 tỷ USD, trở thành phim điện ảnh nhãn R đầu tiên và duy nhất đạt được thành tích này, đồng thời cũng là phim điện ảnh có doanh thu cao thứ sáu của năm 2019. Joker cũng được công chiếu vào ngày 4 tháng 10 năm 2019 tại nhiều thị trường quốc tế, trong đó có Việt Nam. Joker thu về nhiều giải thưởng và đề cử tại các lễ trao giải lớn. Tại Giải Oscar lần thứ 92, tác phẩm dẫn đầu với 11 đề cử, bao gồm Phim hay nhất, Đạo diễn xuất sắc nhất và Kịch bản chuyển thể xuất sắc nhất. Joaquin Phoenix giành chiến thắng ở hạng mục Nam diễn viên chính xuất sắc nhất, trở thành diễn viên thứ hai thủ vai Joker nhận được chiến thắng Oscar ở hạng mục này sau Heath Ledger từ Kỵ sĩ bóng đêm vào năm 2009. Nữ nhạc sĩ Hildur Guðnadóttir cũng nhận chiến thắng ở hạng mục Nhạc phim hay nhất với album nhạc phim của Joker. Cả Phoenix và Guðnadóttir cũng đều giành chiến thắng tại Giải Quả cầu vàng lần thứ 77 và Giải BAFTA lần thứ 73. Sau thành công của tác phẩm, phần tiếp theo có tên là Joker: Điên có đôi được ra mắt vào năm 2024.

## Nội dung
Năm 1981, Arthur Fleck sống cùng người mẹ Penny tại Thành phố Gotham. Gotham đầy rẫy tội ác và nạn thất nghiệp khiến cho các bộ phận dân cư bị tước quyền và bị bần cùng hóa. Arthur mắc chứng rối loạn thần kinh khiến anh cười vào những thời điểm không thích hợp và phụ thuộc vào một nhân viên dịch vụ xã hội để có thuốc dùng. Sau khi bị một nhóm thanh niên tấn công trong một con hẻm, đồng nghiệp của Arthur, Randall, cho anh mượn khẩu súng. Arthur gặp người hàng xóm của mình, người mẹ đơn thân Sophie Dumond và mời cô đến xem chương trình hài độc thoại của anh và họ bắt đầu hẹn hò. Khi đang biểu diễn tại một bệnh viện nhi đồng, khẩu súng của Arthur rơi ra khỏi túi. Arthur bị sa thải và Randall nói dối rằng Arthur đã tự mua khẩu súng.
Trên tàu điện ngầm, vẫn còn để khuôn mặt trang điểm kiểu chú hề, Arthur thấy ba người doanh nhân say rượu Wayne Enterprises trêu chọc một phụ nữ. Dường như căn bệnh tiếng cười lại tái phát do quá căng thẳng hay Arthur cố tình thu hút sự chú ý về mình để người phụ nữ được yên ổn. Ba người doanh nhân đánh đập Arthur, anh phải bắn hai người để tự vệ và hành quyết người thứ ba. Vụ giết người bị lên án bởi ứng cử viên thị trưởng tỷ phú Thomas Wayne, người ám chỉ một bộ phận cư dân của Gotham là "những tên hề". Cuộc biểu tình chống lại sự giàu có của Gotham bắt đầu, với những người biểu tình đeo mặt nạ chú hề trong hình ảnh của Arthur. Và rồi chính quyền cũng cắt giảm kinh phí, đóng cửa chương trình dịch vụ xã hội, khiến Arthur không có thuốc dùng. Trong một sự kiện công khai, Arthur đối mặt với Thomas, ông ta nói với anh rằng Penny bị ảo tưởng. Arthur đến Bệnh viện Arkham và ăn cắp hồ sơ của Penny, hồ sơ cho biết Penny đã nhận nuôi Arthur khi còn bé và mặc cho người bạn trai vũ phu của bà làm hại cả hai. Penny cáo buộc rằng Thomas đã sử dụng ảnh hưởng của mình để giả mạo hồ sơ việc nhận con nuôi và đưa bà vào trại tâm thần để che giấu chuyện vụng trộm của họ. Anh bước vào căn hộ của Sophie mà không báo trước. Hoảng sợ, Sophie bảo anh rời đi như chưa từng quen biết. Arthur nhận ra cuộc gặp gỡ trước đây của họ chỉ là ảo tưởng. Quẫn trí, Arthur đến bệnh viện và giết chết Penny.
Arthur được mời xuất hiện trong chương trình của Murray Franklin do sự lan truyền bất ngờ của đoạn phim kể chuyện hài của anh – thực chất chỉ làm trò cười và làm bẽ mặt Arthur. Khi anh chuẩn bị, anh được hai đồng nghiệp cũ Gary và Randall đến thăm. Arthur giết Randall nhưng không làm hại Gary vì anh này đã đối xử tốt với Arthur trong quá khứ. Trên đường đến trường quay, Arthur bị hai viên cảnh sát truy đuổi lên một chuyến tàu chứa đầy người biểu tình chú hề. Một viên cảnh sát vô tình bắn một người biểu tình và kích động một cuộc bạo loạn, nhờ vậy Arthur trốn thoát thành công trong đám đông. Trước khi chương trình được phát trực tiếp, Arthur yêu cầu Murray giới thiệu anh là Joker, ám chỉ sự nhạo báng trước đây của Murray. Arthur bước ra trước máy quay nhưng bắt đầu kể những câu chuyện cười bệnh hoạn, thừa nhận rằng anh đã giết ba người đàn ông trên tàu điện ngầm, và nói về cách xã hội từ bỏ việc bị tước quyền và cách chế giễu anh. Khi Murray chỉ trích anh và đe dọa rằng ông sẽ gọi cảnh sát, Arthur bắn chết Murray ngay trên truyền hình, và bị bắt giữ khi bạo loạn diễn ra khắp thành phố Gotham. Một kẻ bạo loạn đi theo gia đình Wayne vào một con hẻm và giết chết Thomas và người vợ Martha, tha mạng cho Bruce. Những kẻ bạo loạn trên một chiếc xe cứu thương đâm vào xe cảnh sát chở Arthur và giải cứu anh. Arthur nhảy theo sự cổ vũ của đám đông và nhận ra rằng mình đang chảy máu từ miệng, mà anh dùng để vẽ một nụ cười trên mặt.
Trong bệnh viện tâm thần, Arthur cười với chính mình và nói với bác sĩ tâm lý rằng cô sẽ không thể hiểu điều hài hước. Ra khỏi phòng, Arthur để lại dấu chân đầy máu, trước khi đến cuối hành lang và bị bảo vệ đuổi theo.

## Diễn viên

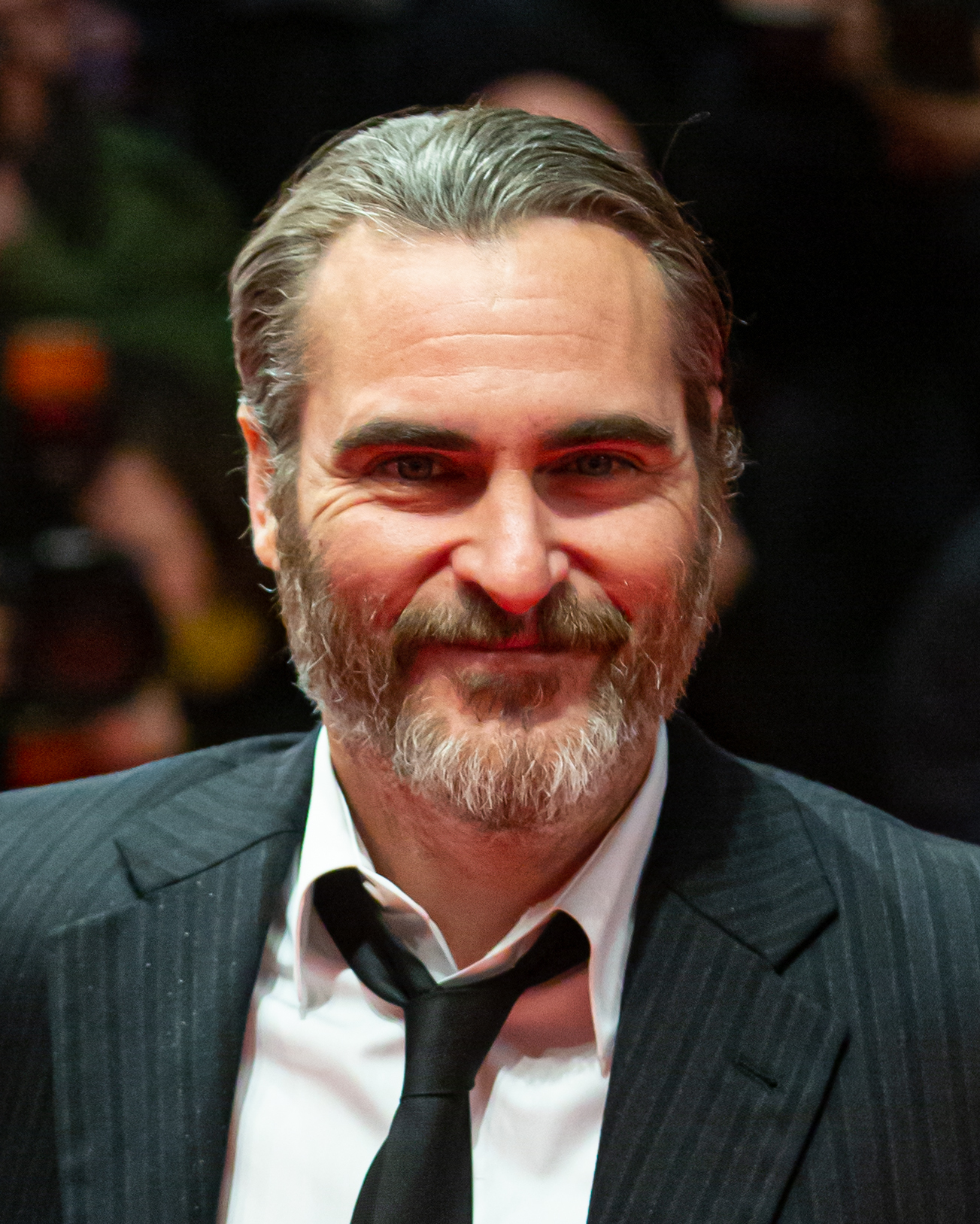
Joaquin Phoenix thủ vai nhân vật chính Joker.

- Joaquin Phoenix vai Arthur Fleck / Joker
Một nghệ sĩ hài độc thoại và diễn hề bần cùng bị bệnh tâm thần, bị cả xã hội coi thường,[12] cộng với quá khứ bị ngược đãi đã khiến anh trở thành một tên tội phạm theo chủ nghĩa hư vô.[13] Phoenix cảm thấy có hứng thú với tác phẩm kinh phí thấp với nội dung đi sâu vào một nhân vật truyện tranh. Anh cảm thấy bộ phim "độc đáo, nó là toàn bộ thế giới chỉ của riêng nó thôi, và có thể [...] Nó cũng có thể là điều khiến bạn sợ hãi nhất."[14] Phoenix đã giảm 24 kg để chuẩn bị cho vai diễn,[15][16] và diễn tiếng cười của nhân vật dựa trên "video về những người mắc chứng rối loạn cảm xúc."[17] Phoenix cũng tìm cách khắc họa một nhân vật mà khán giả không thể hiểu rõ, anh cũng không lấy các diễn viên từng đóng vai Joker trước đây làm hình mẫu. Thay vào đó, anh đọc một cuốn sách về các vụ ám sát chính trị để có thể hiểu được tâm lý cũng như động cơ của những kẻ giết người.[13] Đạo diễn Todd Phillips cho biết anh cố tình không miêu tả rõ về việc liệu Arthur có trở thành Joker trong những câu chuyện truyền thống về Batman hay sẽ là một nhân vật riêng biệt,[18] dù Phoenix tin rằng nhân vật này sẽ đi theo vế đầu tiên hơn.[19]
- Robert De Niro vai Murray Franklin[20]
Một người dẫn chương trình đàm thoại có vai trò trong sự sụp đổ của Arthur.[21] De Niro cho biết vai diễn của ông trong Joker là nhằm tri ân tới Rupert Pupkin – nhân vật của chính ông trong The King of Comedy (1983), vốn là một diễn viên hài bị ám ảnh bởi một người dẫn chương trình đàm thoại.[20]
- Zazie Beetz vai Sophie Dumond[22]
Một bà mẹ đơn thân và là người Arthur "cảm nắng".[22][23] Beetz, một "fan bự" của Phoenix, cho biết cô rất "vinh dự" khi được đóng chung với anh,[24] và cô ấy đã học được rất nhiều điều trong quá trình làm việc với anh trên phim trường.[25]
- Frances Conroy vai Penny Fleck
Người mẹ ốm yếu về tinh thần và thể chất của Arthur,[26] trước đây từng làm việc cho Thomas Wayne.[27] Nữ diễn viên người Canada Hannah Gross vào vai Penny thời trẻ.[28]

Ngoài ra, Brett Cullen tham gia dự án với vai diễn Thomas Wayne, một tỷ phú đang tranh cử chức thị trưởng của Gotham. Không giống như trong truyện tranh, Thomas đóng vai trò quan trọng trong nguồn gốc của nhân vật Joker và tạo ít thiện cảm hơn so với các phiên bản truyền thống của nhân vật. Alec Baldwin ban đầu được chọn vào vai diễn này, tuy nhiên ông đã bỏ vai do xung đột lịch làm việc. Carrie Louise Putrello đóng vai Martha, vợ của Thomas, mặc dù nhân vật không có lời thoại cũng như không được gọi bằng tên. Douglas Hodge vào vai Alfred Pennyworth, quản gia kiêm người chăm sóc của gia đình Wayne, và Dante Pereira-Olson đảm nhiệm vai diễn nhí Bruce Wayne, con trai của Thomas, người sau này khi trưởng thành sẽ trở thành Batman, kẻ thù không đội trời chung của Joker.
Các vai diễn khác bao gồm: Glenn Fleshler và Leigh Gill vào vai Randall và Gary, hai đồng nghiệp hề của Arthur; Bill Camp và Shea Whigham trong vai thám tử Garrity và Burke của Sở Cảnh sát Thành phố Gotham; Marc Maron vào vai Gene Ufland, nhà sản xuất cho chương trình của Franklin; Josh Pais vào vai Hoyt Vaughn, quản lý của Arthur; Brian Tyree Henry trong vai Clark, một thư ký tại Bệnh viện Tiểu bang Arkham; Ben Warheit, Michael Benz và Carl Lundstedt vao vai ba nhân vân ngân hàng đã quấy rối Arthur trên tàu điện; Gary Gulman vào vai một nghệ sĩ hài; và Bryan Callen đảm nhiệm vai Javier, một đồng nghiệp của Arthur. Justin Theroux cũng đảm nhiệm một vai diễn khách mời không được ghi danh là Ethan Chase, một khách mời nổi tiếng trong chương trình của Franklin.

## Chủ đề
Joker có chủ đề chính là bệnh tâm thần và các triệu chứng liên quan. Nhân vật Joker gợi nhớ lại những tên tội phạm đã thực hiện các vụ nổ súng hàng loạt tại Mỹ cũng như các thành viên của cộng đồng incel. Jim Vejvoda từ IGN, Pete Hammond từ Deadline Hollywood và Christina Newland từ The Guardian coi tác phẩm như một lời cảnh tỉnh: Sự xem thường của xã hội đối với những số phận kém may mắn có thể sẽ là nguyên nhân tạo nên những kẻ như Joker. Stephen Kent viết cho tạp chí The Washington Examiner rằng Arthur Fleck tổng hòa các tính cách của một kẻ nổ súng hàng loạt, đồng thời gọi thông điệp mà tác phẩm đã đưa ra là một lời nhắc nhở rằng xã hội đang bỏ quên những người như Joker. Viết cho trang People's World, Chauncey K. Robinson ghi nhận rằng "một hệ thống [chính quyền] mục nát sẽ tạo ra những con quỷ bên trong chính nó."
Một số cây viết bày tỏ lo ngại rằng hình tượng đầy cảm xúc trong Joker về một kẻ cuồng sát có thể dẫn tới các vụ bạo lực trong thế giới thực. Richard Lawson từ Vanity Fair nhận thấy tác phẩm quá đồng cảm với "những gã da trắng gây tội ác ghê tởm," đồng thời các hệ tư tưởng chính trị xã hội đại diện trong phim là "những tệ nạn dễ được nhận diện" đối với những kẻ "bắn súng tại trường học, buổi hòa nhạc và nhà thờ, những kẻ đã bắn những người phụ nữ và đàn ông mà họ ganh ghét và đố kỵ, những kẻ đã thả lòng căm thù đầy hỗn mang vào thế giới – thậm chí còn có một giai thoại đầy phiền não về họ để tìm cho ra câu trả lời." Jim Geraghty của National Review thì bình luận rằng ông "quan ngại một bộ phận thanh thiếu niên giận dữ, hoang tưởng và bất ổn cảm xúc của nước Mỹ sẽ chứng kiến Joaquin Phoenix rơi vào trạng thái điên loạn và mong muốn trở lại xã hội bằng cách làm tổn thương càng nhiều người càng tốt, và [họ sẽ] thốt lên, 'cuối cùng cũng có ai đó hiểu mình!'" Ngược lại thì cây viết Michael Shindler, khi bình luận về Joker trong Mere Orthodoxy, lại đồng ý rằng Joker đã miêu tả một thế giới kỳ ảo với những ước nguyện đầy thiện cảm, [...] chính vì lý do đó mà bộ phim sẽ, nếu có, dập tắt hoàn toàn những bạo lực trong thế giới thực bằng cách biến "những tên giống Fleck trên thế giới trở thành những kẻ miên hành."
Nhà tội phạm học người Anh Adrian Raine đã bị ấn tượng bởi cách Joker miêu tả tâm lý của một kẻ sát nhân chân thực đến mức nào. Trong một cuộc phỏng vấn với Vanity Fair, ông miêu tả bộ phim là "một công cụ giáo dục tuyệt vời" và cho biết ông có dự định trình chiếu các đoạn phim trong những buổi dạy học của mình. Nhà tâm thần học Kamran Ahmed thì nhấn mạnh các yếu tố trong thời thơ ấu của Arthur như những mất mát, việc bị mẹ mình ngược đãi cũng như tiền sử mắc bệnh tâm thần của gia đình chính là nguồn cơn cho tình trạng hiện tại của hắn. Nhà tâm thần người Mỹ Imani Walker, được biết đến với phim truyền hình Married to Medicine Los Angeles trên kênh Bravo cũng như từng làm việc với những tên tội phạm bạo lực mắc bệnh tâm thần, đã phân tích rõ hoàn cảnh cũng như chứng rối loạn thần kinh của Joker, đồng thời lưu ý rằng Arthur đã cố gắng tìm kiếm sự giúp đỡ trước khi hắn sa ngã vì bị bỏ rơi. Bà phát biểu về Arthur nói riêng cũng như những người nghèo bị mắc bệnh tâm thần nói chung: "Chúng ta, một xã hội, thậm chí còn không thể giả vờ như họ là người thật. Và đó là những gì bộ phim này muốn nói. Cậu ta thậm chí còn chẳng có nổi một cơ hội."
Micah Uetricht, giám đốc điều hành của Jacobin, đã viết trong một bài bình luận xuất bản trên nhật báo The Guardian rằng ông đã bị sốc khi giới truyền thông không hiểu được thông điệp của bộ phim: "Chúng tôi đã lên án khá thẳng thắn về chính sách thắt lưng buộc bụng của Mỹ: cách mà nó khiến những người dễ bị thương tổn phải tìm cách tồn tại khi những nguồn lợi tức mà họ cần đều không có, và những hậu quả khủng khiếp mà phần còn lại của xã hội có thể sẽ phải nếm trải." Ahmed cũng nhấn mạnh việc thiếu kinh phí cho các dịch vụ sức khỏe tâm thần vốn đã kéo dài trên toàn thế giới cũng được ám chỉ bóng gió trong bộ phim.

## Sản xuất

### Phát triển

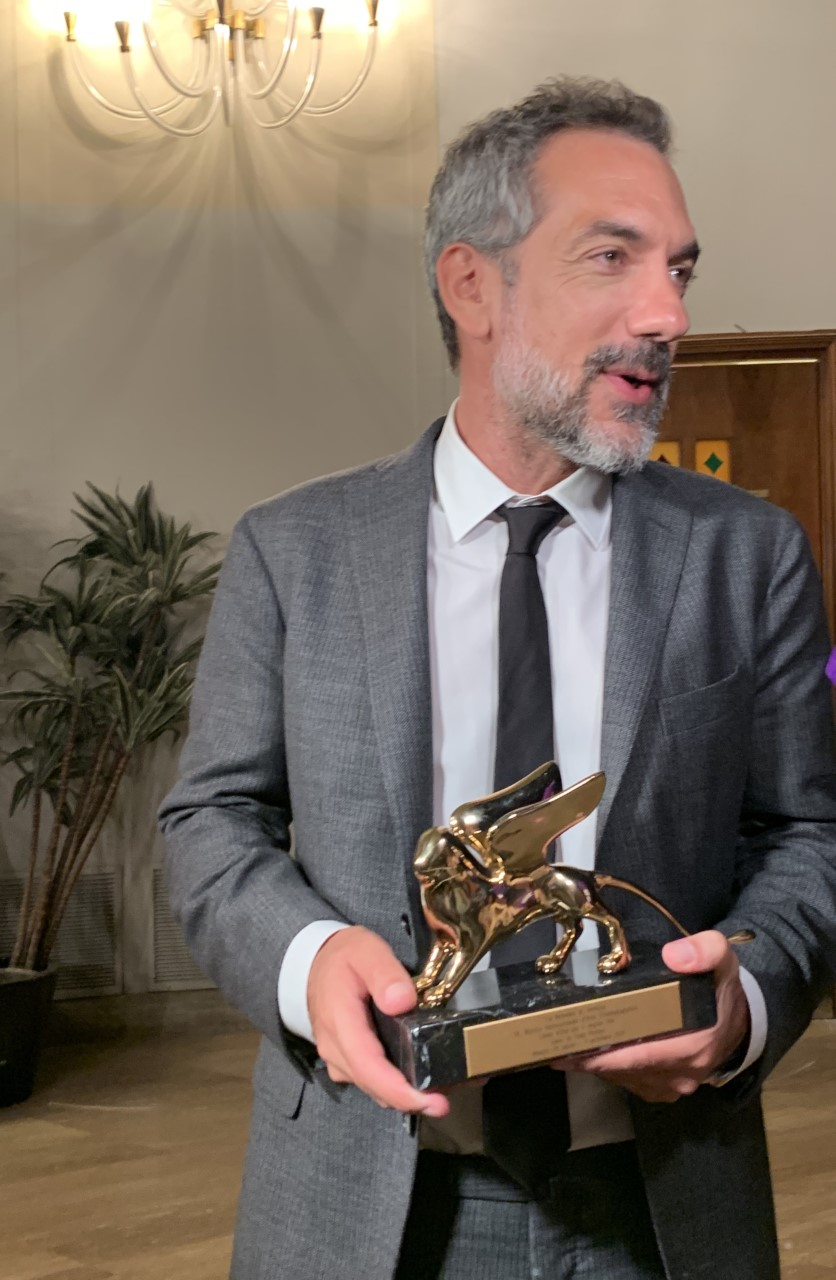
Đạo diễn của Joker, Todd Phillips vào năm 2019.

Từ năm 2014 đến năm 2015, Joaquin Phoenix bày tỏ với bên đại diện của anh mối quan tâm đến các vai diễn trong các phim điện ảnh kinh phí thấp xoay quanh một nhân vật phản diện trong truyện tranh, như nhân vật Joker của DC Comics. Phoenix trước đó đã từ chối tham gia Vũ trụ Điện ảnh Marvel vì anh sẽ bị yêu cầu phải đóng đi đóng lại một nhân vật, chẳng hạn như Hulk hoặc Doctor Strange, trong nhiều bộ phim khác nhau. Phoenix loại bỏ ý tưởng về nhân vật Joker ngay từ đầu và cố gắng nghĩ ra một ý tưởng khác. "Tôi nghĩ là, 'Bạn không thể làm Joker, bởi vì bạn biết mà, chỉ là bạn không thể làm nhân vật đó được, [phim về Joker] đã được thực hiện rồi.'" Đại diện của Phoenix đề nghị tổ chức một cuộc họp với Warner Bros., nhưng Phoenix đã từ chối và từ bỏ ý tưởng về nhân vật phản diện này. Tương tự, Todd Phillips đã nhiều lần được mời ngồi vào ghế đạo diễn cho các phim điện ảnh chuyển thể từ truyện tranh, nhưng anh đều từ chối vì cho rằng chúng quá "ồn ào" và không đem lại cho anh hứng thú. Theo Phillips, Joker được tạo ra từ mong muốn thực hiện một bộ phim truyện tranh khác biệt và có nền tảng hơn. Phillips đã bị nhân vật Joker thu hút vì anh không nghĩ rằng nhân vật này lại có một chân dung cụ thể đến vậy, mà anh biết chính chân dung ấy sẽ là tiền đề cho những tự do sáng tạo trong tác phẩm sau này.
Phillips đã trình bày ý tưởng về Joker với Warner Bros. sau khi bộ phim Cộng sự hổ báo của anh được công chiếu vào tháng 8 năm 2016. Trong buổi ra mắt Cộng sự hổ báo, Phillips tự hỏi "Cộng sự hổ báo sẽ không làm thể giới đảo điên đâu, và tôi lại nghĩ tiếp là, 'Khán giả đang thực sự muốn thấy điều gì?'" Anh đề xuất DC Films tách rời dự án điện ảnh của mình với các tác phẩm cạnh tranh với Marvel Studios bằng cách thực hiện sản xuất các phim điện ảnh lẻ với kinh phí thấp. Sau thành công của Wonder Woman: Nữ thần chiến binh (2017), DC Films quyết định sẽ tập trung đào sâu hơn vào nội dung của thương hiệu vũ trụ điện ảnh phim DC với tên gọi Vũ trụ Mở rộng DC (DCEU). Tháng 8 năm 2017, Warner Bros. và DC Films đã tiết lộ kế hoạch thực hiện dự án Joker, với Phillips ngồi ghế đạo diễn và kiêm đảm nhiệm phần kịch bản với Scott Silver, còn Martin Scorsese được giao vai trò đồng sản xuất với Phillips.
Theo Kim Masters và Borys Kit từ The Hollywood Reporter, Jared Leto – diễn viên thể hiện vai Joker trong DCEU – đã không hài lòng với sự tồn tại của một dự án tách biệt với vai diễn của anh. Vào tháng 10 năm 2019, Masters cho biết Leto cảm thấy "bị xa lánh và khó chịu" khi biết rằng Warner Bros. – vốn đã hứa hẹn sẽ thực hiện một bộ phim DCEU độc lập về nhân vật Joker – lại đồng ý để Phillips tiếp tục thực hiện dự án Joker, và anh thậm chí còn tới yêu cầu quản lý âm nhạc Irving Azoff tác động để hủy bỏ dự án. Masters cũng cho biết sự khó chịu của Leto là nguyên nhân khiến anh chấm dứt hợp tác với Creative Artists Agency (CAA) vì tin rằng "các đại diện của anh nên tiết lộ cho anh sớm hơn về dự án của Phillips và chiến đấu mạnh mẽ hơn cho phiên bản Joker của anh." Tuy nhiên, các nguồn tin của Leto phủ nhận việc anh cố gắng khiến Joker bị hủy bỏ và rời CAA vì lý do này.
Warner Bros. đã hối thúc Phillips tuyển Leonardo DiCaprio vào vai Joker với hy vọng rằng mối quan hệ cộng tác lâu năm với Scorsese sẽ thu hút anh. Tuy nhiên, Phillips cho biết anh chỉ cân nhắc mỗi Phoenix cho vai diễn này và phần kịch bản do anh và Silver chắp bút chỉ dành riêng cho Phoenix. Anh cho biết: "Mục đích ở đây chưa bao giờ là vì muốn đem Joaquin Phoenix vào vũ trụ điện ảnh truyện tranh. Mà mục đích ở đây là đưa các phim điện ảnh truyện tranh vào vũ trụ của Joaquin Phoenix." Phoenix tiết lộ thời điểm anh mới nghe về dự án, anh đã rất hào hứng vì đây là thể loại độc đáo mà anh mong muốn tham gia diễn xuất. Phoenix đã mất một khoảng thời gian để đàm phán cho vai diễn này, vì vai diễn khiến anh cảm thấy lo sợ: "thông thường, trong những bộ phim như thế này, chúng tôi sử dụng những nguyên mẫu đơn giản và tinh giản hóa, điều đó cho phép khán giả cảm thấy mình khác xa nhân vật, cũng giống như chúng ta trong đời sống hàng ngày khi thật dễ dàng để có thể coi một ai đó là người xấu và từ đó đưa ra nhận định rằng 'Tôi chẳng hề giống họ.'"

### Biên kịch
– Todd Phillips
Phillips và Silver bắt tay vào thực hiện phần kịch bản cho Joker từ năm 2017 và quá trình biên kịch kéo dài khoảng một năm. Theo nhà sản xuất Emma Tillinger Koskoff, phải mất một thời gian thì hãng Warner Bros mới phê duyệt kịch bản này, một phần cũng vì lo ngại về nội dung của tác phẩm. Phillips cũng cho biết đã có "hàng triệu rào cản" xuất hiện trong suốt cả năm trời viết kịch bản do khả năng hiển thị của nhân vật. Phillips cho biết chủ đề của kịch bản có thể phản ánh xã hội hiện đại, nhưng bộ phim không được mang mục đích chính trị. Mặc dù Joker đã từng xuất hiện trong nhiều phim điện ảnh trước đây, Phillips vẫn nghĩ rằng có thể sản xuất một câu chuyện mới cho nhân vật này. "Đó chỉ là một cách diễn giải khác, giống như cách mọi người đưa ra nhiều lời diễn giải khác nhau về Macbeth vậy", anh trả lời The New York Times.
Kịch bản của Joker lấy cảm hứng từ các phim điện ảnh của Scorsese như Taxi Driver (1976), Raging Bull (1980), và The King of Comedy (1983), cũng như bộ ba phim điện ảnh The Hangover của Phillips. Một số phim điện ảnh khác mà Phillips đã trích dẫn làm nguồn cảm hứng bao gồm các tác phẩm phát hành vào những năm 1970 có nội dung mang tính nghiên cứu về một nhân vật xác định – như Serpico (1973) và One Flew Over the Cuckoo's Nest (1975) – cùng bộ phim câm The Man Who Laughs (1928) và một số phim ca nhạc khác. Phillips cho biết ngoài tông nền của phim thì anh không coi Joker như một phim điện ảnh khác biệt so với các tác phẩm trước đây của mình như loạt phim Hangover. Trong khi cơ sở của phim được lấy cảm hứng từ tiểu thuyết bằng tranh Batman: The Killing Joke (1988) của Alan Moore và Brian Bolland, trong đó miêu tả nhân vật Joker là một diễn viên hài độc thoại thất bại, Phillips nói rằng tác phẩm không "đi theo bất cứ yếu tố gì có trong truyện tranh... Đó là một điều vô cùng thú vị đối với tôi. Chúng tôi thậm chí còn không làm phim về Joker, mà là kể câu chuyện về cách Joker ra đời." Phillips sau đó giải thích kỹ hơn là họ không tìm đến một bộ truyện tranh cụ thể để lấy cảm hứng, mà là "lựa và chọn những gì chúng tôi thích" từ những câu chuyện về quá khứ của nhân vật. Lớn lên tại New York, Phillips cũng lấy cảm hứng từ cuộc sống thường nhật ở Thành phố New York vào đầu những năm 1980. Cảnh bắn súng trên tàu điện ngầm được lấy cảm hứng từ vụ nổ súng tại tàu điện ngầm Thành phố New York 1984, với hình ảnh nhân vật Arthur Fleck một phần được dựa trên Bernhard Goetz, thủ phạm của vụ nổ súng.
Phillips và Silver cho rằng cốt truyện phổ biến nhất về nguồn gốc của Joker – trong đó nhân vật bị biến dạng sau khi rơi vào một thùng axit – là quá phi thực tế. Thay vào đó, họ sử dụng một số yếu tố trong giai thoại về Joker để sáng tạo ra một cốt truyện gốc mà Phillips muốn phải chân thực nhất có thể. Do nhân vật Joker không có một câu chuyện về nguồn gốc rõ ràng trong các bản truyện tranh, Phillips và Silver được tự do sáng tạo và "hối thúc nhau mỗi ngày để có thể nghĩ ra một thứ gì đó hoàn toàn điên rồ." Tuy nhiên, bộ đôi đã cố gắng giữ lại bản chất "đa lựa chọn" đầy mơ hồ về quá khứ của Joker bằng cách định hướng nhân vật trở thành một người kể chuyện thiếu tin cậy – với toàn bộ cốt truyện chỉ đơn giản là ảo tưởng của anh ta – và biến căn bệnh tâm thần mà anh mắc phải trở nên không rõ ràng. Do đó, Phillips cho biết toàn bộ nội dung phim được để mở nhằm muốn người xem phải tự tìm cách diễn giải.

### Tiền kỳ
Sau khi Liên minh Công lý (2017) không đạt nhiều thành công về cả mặt chuyên môn lẫn doanh thu, vào tháng 1 năm 2018, Walter Hamada đã thay thế Jon Berg trong vai trò trưởng bộ phận sản xuất phim điện ảnh dựa trên DC tại Warner Bros. Hamada đã lên kế hoạch lại đối với các phim điện ảnh DC đang trong quá trình phát triển, hủy bỏ một số tác phẩm, đồng thời tập trung phát triển một số dự án khác. Bộ phim về Joker được khởi quay vào cuối năm 2018 với kinh phí nhỏ là 55 triệu USD. Nhà báo Masters cho biết Warner Bros. đã miễn cưỡng để dự án Joker tiếp tục hoạt động, việc chỉ cung cấp khoản ngân sách nhỏ là để cản trở Phillips thực hiện dự án. Tới tháng 6, nam diễn viên Robert De Niro được cân nhắc cho một vai diễn phụ trong phim. Thỏa thuận với Phoenix được chốt vào tháng 7 năm 2018, sau khi Phillips thuyết phục anh suốt bốn tháng liên tiếp. Ngay sau đó, Warner Bros. chính thức bật đèn xanh cho tác phẩm, với tên gọi Joker, đồng thời lên lịch công chiếu vào ngày 4 tháng 10 năm 2019. Warner Bros. miêu tả bộ phim là "cuộc khám phá về một gã đàn ông bị xã hội xem thường, [đó] không chỉ là một nghiên cứu về tính cách nhân vật, mà rộng hơn còn là một câu chuyện mang tính răn đe."
Koskoff, cộng sự lâu năm của Scorsese đã tham gia dự án dưới vai trò sản xuất, dù sau đó Scorsese đã rời vị trí sản xuất của mình để thực hiện các công việc riêng. Scorsese cũng cân nhắc tới việc đảm nhiệm vai trò giám đốc sản xuất cho Joker, nhưng ông lại quá bận rộn với dự án Người đàn ông Ireland mà ông làm đạo diễn. Joker cũng được xác nhận là sẽ không ảnh hưởng đến nhân vật Joker của Leto và sẽ là phần phim đầu tiên trong loạt phim điện ảnh DC mới không liên quan đến DCEU. Tháng 7 năm 2018, Zazie Beetz được tuyển vào một vai diễn phụ trong phim, và De Niro cũng bước vào các buổi đàm phán hợp đồng vào tháng 8. Sau khi Frances McDormand từ chối lời mời vào vai mẹ của Joker, Frances Conroy đã được tuyển vào vai diễn này. Tới cuối tháng 7, Marc Maron và Bryan Callen được xác nhận tham gia dàn diễn viên. Alec Baldwin được chọn vào vai Thomas Wayne vào ngày 27 tháng 8, nhưng lại bỏ vai diễn chỉ hai ngày sau đó do xung đột lịch làm việc.

### Quay phim

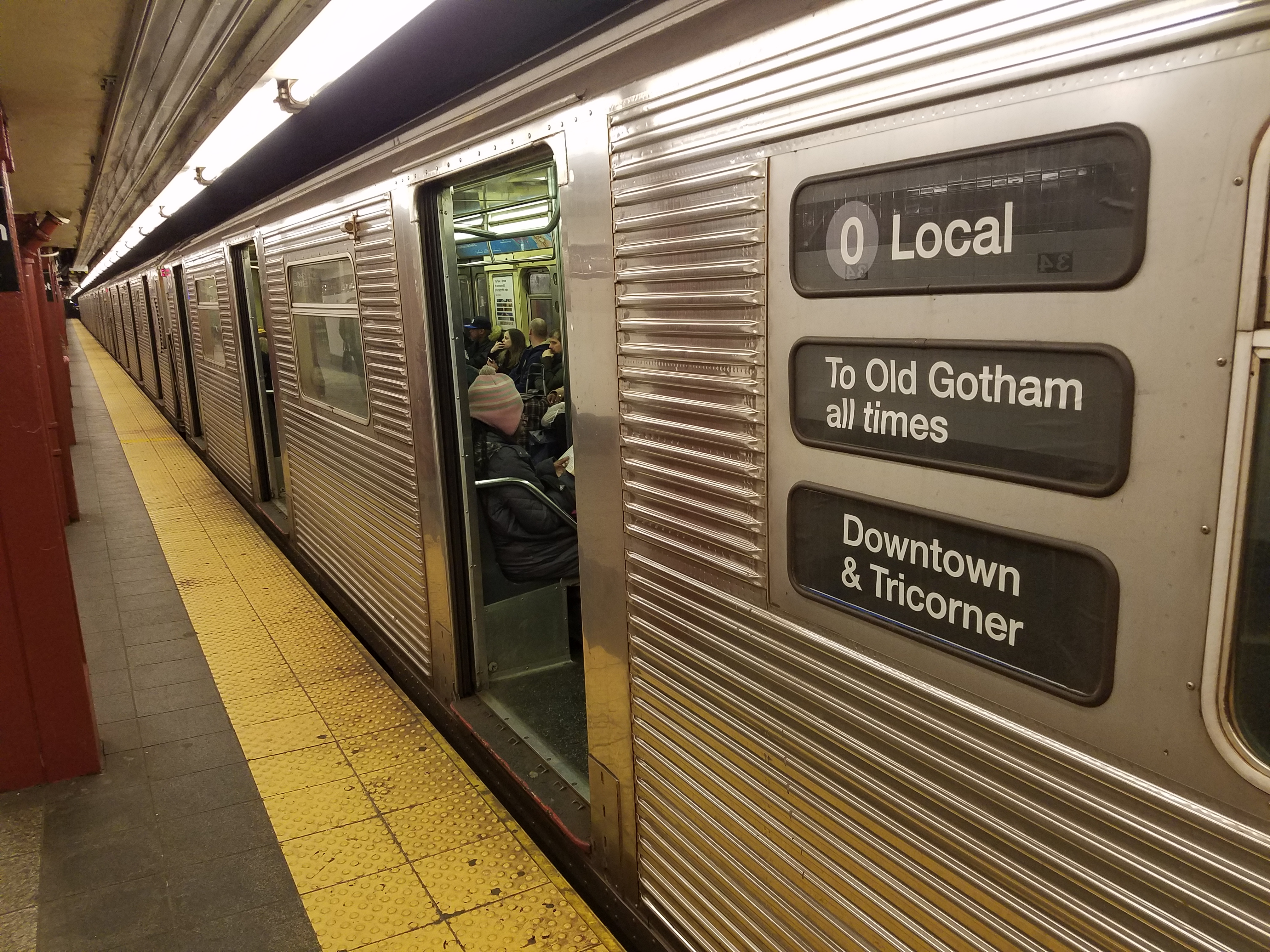
Một tàu điện ngầm ở Thành phố New York với chỉ báo tuyến số 0 (không có thật) còn lại từ quá trình quay phim Joker.

Quá trình quay phim chính bắt đầu vào tháng 9 năm 2018 tại Thành phố New York, dưới tiêu đề sản xuất là Romeo. Ngay sau khi bộ phim bắt đầu, De Niro, Brett Cullen, Shea Whigham, Glenn Fleshler, Bill Camp, Josh Pais và Douglas Hodge được xác nhận sẽ tham gia dự án, với Cullen thay thế Baldwin. Bradley Cooper tham gia bộ phim với tư cách nhà sản xuất, còn vai trò đạo diễn hình ảnh sẽ do Lawrence Sher đảm nhiệm; cả Cooper lẫn Sher đều đã từng làm việc với Phillips trong các dự án trước đó. Ngày 22 tháng 9, phân cảnh mô tả một cuộc biểu tình bạo lực đã được ghi hình tại ga tàu điện ngầm Church Avenue ở Kensington, Brooklyn, mặc dù sau đó nhà ga đã được chỉnh sửa để trông giống ga Đại lộ Bedford Park ở The Bronx. Các cảnh quay bạo lực cũng được thực hiện tại sân ga bỏ hoang của ga Ninth Avenue ở Sunset Park, Brooklyn.
Theo Beetz, Phillips đã viết lại toàn bộ kịch bản trong quá trình sản xuất do Phoenix đã giảm cân quá nhiều để nhập vai nhân vật, nên sẽ không có cơ hội để thực hiện các cảnh quay bổ sung sau này. Cô nhớ lại, "chúng tôi xem đoạn trailer của Todd và viết kịch bản cho phân cảnh cho buổi tối và sau đó thực hiện nó luôn. Trong lúc làm tóc và trang điểm, chúng tôi sẽ ghi nhớ lời thoại đó rồi thực hiện chúng, và ba tuần sau chúng tôi sẽ thực hiện quay lại các cảnh quay ấy." Phillips nhớ lại Phoenix đôi khi sẽ đi chệch hướng trong quá trình quay phim vì anh hay bị mất tự chủ và cần phải tự bình tĩnh lại – trước sự bối rối của các diễn viên khác khi họ tưởng rằng mình đã diễn sai ở chỗ nào đó. De Niro là một trong số ít những diễn viên mà Phoenix không bao giờ diễn chệch hướng. De Niro nói rằng Phoenix "rất quyết liệt với những gì cậu ấy đang thể hiện, vì nó phải như thế, vì cậu ấy phải như thế."
Công tác ghi hình tại Thành phố Jersey bắt đầu vào ngày 30 tháng 9 – trong đó Đại lộ Newark bị phong tỏa – và ngày 9 tháng 11 – trong đó Đại lộ Kennedy bị phong tỏa. Phim khởi quay tại Newark từ ngày 13 tháng 10 và đến ngày 16 tháng 10. Không lâu trước khi công tác ghi hình ở Newark bắt đầu, hiệp hội SAG-AFTRA đã nhận được đơn khiếu nại cho biết nhiều diễn viên quần chúng đã bị nhốt trong khoang tàu điện ngầm suốt hơn ba giờ khi phim đang được bấm máy ở Brooklyn, điều này đã vi phạm các quy định ở đây. Tuy nhiên vấn đề đã nhanh chóng được giải quyết sau khi một đại diện của hiệp hội đến thăm phim trường. Cùng tháng đó, diễn viên nhí Dante Pereira-Olson tham gia dàn diễn viên với vai Bruce Wayne. Whigham phát biểu rằng cho đến cuối tháng 10, bộ phim đã ở "giai đoạn giữa" của quá trình sản xuất, đồng thời cũng nói thêm rằng đây là một trải nghiệm "dữ dội" và "đáng kinh ngạc". Đến giữa tháng 11, công tác quay phim chuyển trở lại về New York. Phim đóng máy vào ngày 3 tháng 12 năm 2018; Phillips cũng đăng một bức ảnh lên Instagram cá nhân vào cuối tháng đó để kỷ niệm sự kiện này.

### Hậu kỳ
Phillips xác nhận anh đang trong quá trình biên tập Joker vào tháng 3 năm 2019. Tại sự kiện CinemaCon vào tháng 4, anh cho biết bộ phim "vẫn đang thành hình" và rất khó để đưa ra thảo luận vì anh muốn giữ bí mật về thông tin dự án. Phillips cũng phủ nhận hầu hết các báo cáo xung quanh bộ phim khi mà đây là "một câu chuyện về nguồn gốc một nhân vật vốn không có nguồn gốc rõ ràng." Brian Tyree Henry cũng được xác nhận sẽ có đất diễn trong phim. Phần hiệu ứng hình ảnh do Scanline VFX và Shade VFX đảm nhiệm, dưới sự giám sát của Matthew Giampa và Bryan Godwin, với Erwin Rivera đảm nhiệm vai trò giám sát tổng quát. Một cảnh đã bị cắt khỏi phim mô tả nhân vật Sophie đang xem màn xuất hiện của Arthur trong chương trình của Franklin. Cảnh này nhằm mục đích cho khán giả thấy rằng cô vẫn còn sống vì trước đó nội dung phim ngụ ý rằng Arthur đã giết cô, nhưng Phillips cho rằng phân cảnh đó sẽ làm gián đoạn mạch chuyện, vốn luôn đi theo góc nhìn của Arthur.
Kinh phí cuối cùng để thực hiện Joker là 55–70 triệu USD. Con số này được The Hollywood Reporter coi là "một phần nhỏ" so với kinh phí của một phim điện ảnh dựa trên truyện tranh điển hình. Làm một phép so sánh thì phim điện ảnh DC lấy nhân vật phản diện làm trung tâm gần nhất là Biệt đội cảm tử (2016) có kinh phí ở mức 175 triệu USD. 25 triệu USD trong ngân sách của Joker được tài trợ bởi Creative Wealth Media, một công ty tài chính có trụ sở tại Toronto, trong khi đó Village Roadshow Pictures và Bron Studios mỗi hãng phim chia nhau tài trợ 25% tổng kinh phí. Joker cũng là phim chiếu rạp người đóng đầu tiên thuộc thương hiệu phim Batman được Hiệp hội Điện ảnh Hoa Kỳ gắn nhãn R do "bạo lực đẫm máu mạnh, hành vi gây rối, ngôn ngữ và hình ảnh tình dục nhẹ." Tại Anh Quốc, Ủy ban phân loại điện ảnh Vương quốc Anh gắn nhãn 15 cho phim vì "bạo lực đẫm máu mạnh [và] ngôn ngữ".

### Âm nhạc
Tháng 8 năm 2018, Hildur Guðnadóttir được mời về dự án dưới vai trò nhà soạn nhạc cho phần nhạc nền của tác phẩm. Hildur bắt đầu công việc viết nhạc sau khi đọc bản thảo của bộ phim và một số cuộc gặp mặt trực tiếp với Phillips; Phillips cũng đưa ra "rất nhiều ý tưởng lớn" của mình cho phần âm nhạc. Guðnadóttir thực hiện phần nhạc nền của Joker song song với phần nhạc của loạt phim chính kịch Chernobyl. Cô cho biết mình gặp nhiều thách thức khi phải luân chuyển qua lại giữa hai tác phẩm do sự khác biệt lớn giữa hai phần nhạc nền. Ngoài ra, trong Joker cũng xuất hiện một số bài hát như "That's Life", "Send In the Clowns", "White Room" và "Rock and Roll Part 2". Việc sử dụng "Rock and Roll Part 2" đã dấy lên nhiều lo ngại cho rằng nam ca sĩ Gary Glitter, một người bị kết án phạm tội tình dục, sẽ nhận được nhiều tiền bản quyền, nhưng sau đó các nguồn tin xác nhận ông sẽ không nhận được số tiền này. Album nhạc phim được hãng WaterTower Music phát hành vào ngày 2 tháng 10 năm 2019, thu về nhiều giải thưởng tại các lễ trao giải lớn nhỏ, bao gồm một Giải Oscar, một Giải Satellite, một Giải Sao Thổ và một Giải Quả cầu vàng.

## Phát hành

### Quảng bá
Phillips đã quảng cáo cho bộ phim bằng cách đăng những bức ảnh trên phim trường lên tài khoản Instagram của mình. Ngày 21 tháng 9 năm 2018, anh đã đăng tải một cảnh quay thử nghiệm với Phoenix trong trang phục hóa trang của Joker, lồng ghép đoạn nhạc từ bài hát "Laughing" do The Guess Who trình bày. Tại sự kiện CinemaCon ngày 2 tháng 4 năm 2019, Phillips cho ra mắt trailer của phim, trailer cũng được đăng tải trực tuyến cùng ngày hôm đó. Trailer này có sử dụng bài hát "Smile" do Jimmy Durante trình bày, đã nhận về nhiều phản hồi tích cực; một số nhà phê bình còn so sánh nó với Taxi Driver và Requiem for a Dream, đồng thời cũng dành nhiều lời khen ngợi cho phần diễn xuất của Phoenix. Các cây viết đã mô tả đoạn trailer này là tối tăm và gai góc, trong đó Jenna Anderson từ ComicBook.com cảm thấy tác phẩm giống một phim điện ảnh kinh dị tâm lý hơn là một bộ phim dựa trên truyện tranh. Nam diẽn viên Mark Hamill, người đảm nhiệm vai trò lồng tiếng cho nhân vật Joker kể từ bộ phim hoạt hình Batman: The Animated Series năm 1992, cũng bày tỏ sự hào hứng trên Twitter cá nhân. Ngược lại, Germain Lussier của io9 lại cho rằng đoạn trailer này tiết lộ quá ít thông tin và nó chẳng khác gì những bức ảnh mà Phillips đã đăng trên Instagram. Dù vẫn tin rằng Joker là một tác phẩm tiềm năng, Lussier vẫn cho rằng trailer này không phải là một thành công. Đoạn trailer đã nhận được hơn tám triệu lượt xem trong vài giờ đầu tiên ra mắt.
Ngày 25 tháng 8 năm 2019, Phillips đã đăng tải sáu đoạn teaser ngắn giới thiệu về quá trình biên kịch, đồng thời anh cũng cho biết đoạn trailer thứ hai sẽ được ra mắt vào ngày 28 tháng 8. Nhà làm phim Kevin Smith khen ngợi tính độc đáo của đoạn trailer mới và cho rằng Joker "sẽ vẫn có ý nghĩa ngay cả khi [DC Comics] không hề tồn tại". Tổng quát, Deadline Hollywood ước tính hãng Warner Bros. đã chi khoảng 120 triệu USD cho công tác quảng cáo và tiếp thị.

### Chiếu rạp

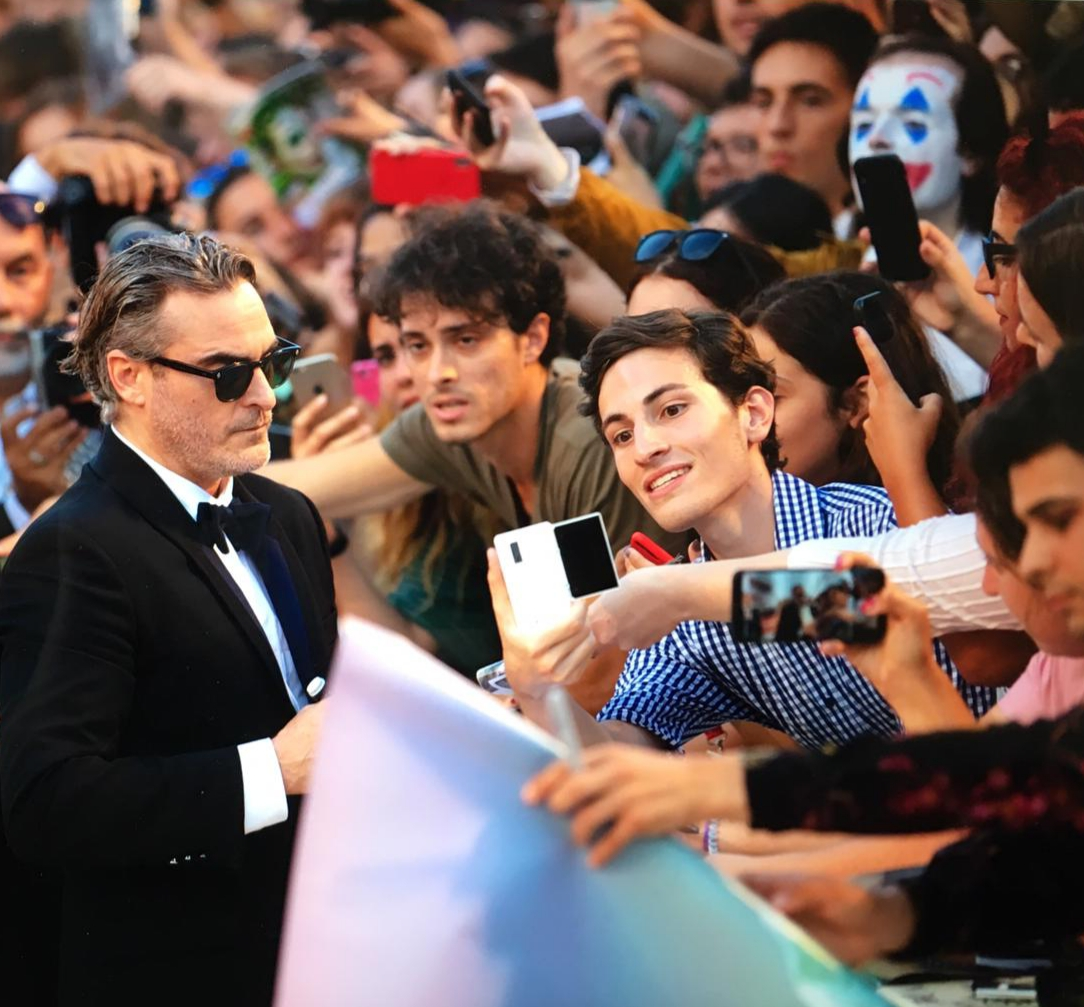
Joaquin Phoenix (trái) tại Liên hoan phim quốc tế Venezia lần thứ 76. Joker có buổi công chiếu ra mắt tại sự kiện này.

Joker có buổi công chiếu ra mắt tại Liên hoan phim quốc tế Venezia lần thứ 76 vào ngày 31 tháng 8 năm 2019. Tác phẩm đã nhận được tràng pháo tay nhiệt liệt kéo dài tám phút và giành được giải Sư tử vàng. Phim cũng có buổi công chiếu tại Liên hoan phim quốc tế Toronto vào ngày 9 tháng 9 năm 2019. Phim được hãng Warner Bros. Pictures phát hành tại các rạp chiếu của Hoa Kỳ vào ngày 4 tháng 10 năm 2019, và một ngày trước đó tại Úc và một số thị trường quốc tế khác. Ngày 16 tháng 11 năm 2019, Joker đã có buổi chiếu tại Nhà Trắng cho Tổng thống Donald Trump; các nguồn tin cho biết vị Tổng thống rất thích bộ phim này. Sau khi nhận được đề cử tại nhiều lễ trao giải khác nhau, phim được công chiếu lại tại các rạp trên khắp Bắc Mỹ từ ngày 17 tháng 1 năm 2020.

#### Lo ngại về an ninh
Ngày 18 tháng 9 năm 2019, Quân đội Hoa Kỳ đã gửi một email cảnh báo các thành viên về khả năng bạo lực tại các rạp chiếu có công chiếu bộ phim, đồng thời ghi chú độ nổi tiếng của nhân vật Joker trong cộng đồng incel. Một bản ghi âm riêng tiết lộ Quân đội đã nhận được thông tin "đáng tin cậy" từ cơ quan thực thi pháp luật Texas "liên quan đến việc nhắm mục tiêu vào một rạp chiếu phim không rõ danh tính trong thời gian phát hành." Tuy nhiên theo Deadline Hollywood, FBI và Bộ An ninh Nội địa Hoa Kỳ không tìm thấy mối đe dọa đáng chú ý nào xung quanh việc phát hành bộ phim.
Trong một cuộc phỏng vấn với TheWrap, Phillips bày tỏ sự ngạc nhiên trước những chỉ trích về tông màu đen tối của bộ phim, anh cho rằng các nhà phê bình điện ảnh đã quá "cực tả". Trong buổi nói chuyện với The Telegraph, sau khi được hỏi liệu tác phẩm có thể tạo ảnh hưởng tới những vụ bắn súng hàng loạt, Phoenix đã ngay lập tức bước ra khỏi cuộc phỏng vấn. Anh sau đó đã quay lại để hoàn thành nốt buổi phỏng vấn, nhưng không đưa ra câu trả lời cho câu hỏi trên. Cánh báo giới cũng không được mời tới buổi công chiếu ra mắt tại rạp TCL Chinese Theatre, chỉ có các nhiếp ảnh gia được phép tương tác với đoàn làm phim và dàn diễn viên trên thảm đỏ. Trong một tuyên bố với Variety, đại diện hãng Warner Bros. cho biết "Rất nhiều người đã bàn tán Joker, và chúng tôi cảm thấy rằng đã đến lúc mọi người nên đi xem bộ phim."
Joker không được công chiếu tại rạp chiếu phim tại Aurora, Colorado, nơi xảy ra vụ xả súng hàng loạt năm 2012 trong buổi chiếu Kỵ sĩ bóng đêm trỗi dậy. Gia đình của ba nạn nhân cùng với mẹ ruột của một nhân chứng đã ký một lá thư với yêu cầu này và gửi tới Warner Bros. Ngoài ra, chuỗi rạp chiếu phim Landmark Theaters cũng cấm các khán giả xem phim mặc trang phục của Joker trong thời gian phim công chiếu, trong khi đó Sở Cảnh sát thành phố Los Angeles và Sở Cảnh sát Thành phố New York tăng cường mức độ hiện diện của cảnh sát tại các rạp chiếu phim trong khu vực, dù họ không nhận được "bất kỳ mối đe dọa cụ thể nào."

### Phương tiện tại gia
Joker được phát hành dưới định dạng phim số Digital HD vào ngày 17 tháng 12 năm 2019 và dưới các định dạng đĩa vật lý DVD, Blu-ray và Ultra HD Blu-ray vào ngày 7 tháng 1 năm 2020. Phim ra mắt trên kênh truyền hình HBO vào ngày 16 tháng 5 năm 2020, và trên nền tảng trực tuyến HBO Max vào ngày 27 tháng 5 năm 2020.

## Đón nhận

### Doanh thu phòng vé
Joker thu về 335,5 triệu USD chỉ tính riêng tại thị trường Mỹ và Canada và 738,5 triệu USD tại các quốc gia và vùng lãnh thổ khác, đưa tổng mức doanh thu toàn cầu lên tới 1,074 tỷ USD. Tác phẩm trở thành phim điện ảnh có doanh thu cao thứ sáu của năm 2019 và phim điện ảnh nhãn R có doanh thu cao nhất mọi thời đại, đồng thời trở thành phim điện ảnh nhãn R đầu tiên có doanh thu đạt mốc 1 tỷ USD. Xét về tỷ lệ ngân sách trên tổng doanh thu, Joker cũng là phim điện ảnh dựa trên truyện tranh đem về lợi nhuận cao nhất, một phần do kinh phí làm phim thấp và một phần cũng nhờ doanh thu hàng tuần trong thời gian chiếu rạp có tỉ lệ giảm không nhiều. Deadline Hollywood ước tính phim đã thu về mức lợi nhuận ròng vào khoảng 437 triệu USD, sau khi tổng hợp số liệu về doanh thu cùng các khoản chi.
Tháng 8 năm 2019, nhà phân tích Shawn Robbins từ tạp chí BoxOffice dự đoán Joker sẽ thu về 60–90 triệu USD trong dịp cuối tuần ra mắt ở Bắc Mỹ. Sau khi bộ phim ra mắt, BoxOffice nâng mức dự đoán về doanh thu ra mắt của Joker lên mức 70–95 triệu USD ở thị trường nội địa. Sau đó khi cập nhật mức doanh thu dự đoán lên 85–105 triệu USD, Robbins cho rằng tác phẩm có thể trở thành phim điện ảnh công chiếu trong tháng 10 đầu tiên đạt doanh thu hơn 100 triệu USD, vượt qua kỷ lục trước đó do Venom thiết lập vào năm 2018. Tuy nhiên, Paul Dergarabedian, nhà phân tích truyền thông cấp cao của Comscore, lại cho rằng bộ phim sẽ mở màn với chỉ gần 50 triệu USD vì tác phẩm vốn không phải là một "bộ phim truyện tranh điển hình." Ba tuần trước khi phim công chiếu, các kênh theo dõi chính thức trong ngành dự đoán bộ phim sẽ ra mắt với doanh thu 65–80 triệu USD sau ba ngày công chiếu, với một số khác thì đưa ra con số ước tính lên tới 90 triệu USD. Đầu tuần phim công chiếu, Atom Tickets cho biết tổng doanh thu đặt vé trước của phim đã vượt Venom và Gã hề ma quái 2 (91,1 triệu USD ra mắt), và Joker là phim điện ảnh nhãn R bán chạy thứ hai của năm 2019 sau Sát thủ John Wick: Phần 3 – Chuẩn bị chiến tranh.
Tại thị trường Mỹ và Canada, Joker được công chiếu tại 4.374 rạp chiếu phim trong dịp cuối tuần ra mắt. Phim thu về 39.9 triệu USD trong ngày đầu tiên công chiếu, bao gồm 13,3 triệu USD thu về từ suất chiếu sớm đêm thứ Năm, vượt kỷ lục trước đó của Venom đối với một phim điện ảnh công chiếu tháng 10. Phim tiếp tục phá vỡ kỷ lục của Venom cho phim điện ảnh công chiếu tháng 10 có doanh thu dịp cuối tuần ra mắt cao nhất khi kết thúc ba ngày công chiếu với 96,2  triệu USD thu về. Joker trở thành tác phẩm lập kỷ lục cho sự nghiệp điện ảnh của Phoenix, Phillips và De Niro, đồng thời là doanh thu dịp cuối tuần ra mắt cao thứ tư mọi thời đại đối với một phim điện ảnh nhãn R. Đây cũng là số liệu ra mắt nội địa lớn nhất trong hai năm của hãng Warner Bros. Phim thu về 55,9 triệu USD trong dịp cuối tuần thứ hai công chiếu, giảm 41,8% so với dịp cuối tuần ra mắt, tiếp tục giữ vững vị trí quán quân trên bảng xếp hạng doanh thu phòng vé, đồng thời trở thành phim điện ảnh công chiếu tháng 10 có doanh thu dịp cuối tuần thứ hai cao nhất, đánh bại kỷ lục trước đó được thiết lập bởi Cuộc chiến không trọng lực với 43,1 triệu USD thu về vào năm 2013. Tới dịp cuối tuần thứ ba, tác phẩm thu về 29,2 triệu USD và tiếp tục thu về 19,2 triệu USD trong dịp cuối tuần thứ tư, cả hai lần đều xếp á quân về doanh thu phòng vé, sau Tiên hắc ám 2.
Tại thị trường quốc tế, Joker dự kiến thu về khoảng 155 triệu USD, bao gồm 75 triệu USD từ 73 quốc gia và vùng lãnh thổ khác nhau. Phim thu về 5,4 triệu USD từ bốn quốc gia trong ngày đầu tiên công chiếu và 18,7 triệu USD từ 47 quốc gia trong ngày thứ hai, với tổng doanh thu đạt được trong cả hai ngày là 24,6 triệu USD. Tác phẩm tiếp tục đạt mức doanh thu vượt kỳ vọng với 140,5 triệu USD từ thị trường quốc tế, nâng tổng doanh thu ra mắt toàn cầu lên tới 234 triệu USD. Các thị trường lớn nhất của Joker là Hàn Quốc (kỷ lục của Warner Bros. với 16,3 triệu USD thu về), Anh Quốc (14,8 triệu USD), México (13,1 triệu USD) và Nhật Bản (7 triệu USD). Với các số liệu này, Joker trở thành phim điện ảnh ra mắt trong tháng 10 thành công nhất thế giới. Trong dịp cuối tuần thứ hai công chiếu, tác phẩm kiếm thêm 125,7 triệu USD toàn cầu, và 77,9 triệu USD trong dịp cuối tuần thứ ba. Đến thời điểm này, các nhà phân tích trong ngành dự đoán Joker sẽ trở thành phim điện ảnh nhãn R có doanh thu cao nhất mọi thời đại, trong đó một số ý kiến cho rằng tác phẩm có thể đạt mức doanh thu cuối cùng tới hơn 1 tỷ USD. Tác phẩm chính thức trở thành phim điện ảnh nhãn R có doanh thu cao nhất mọi thời đại trong dịp cuối tuần thứ tư công chiếu, với 47,8 triệu USD thu về tại các thị trường quốc tế. Phim cán mốc doanh thu 1 tỷ USD sau khoảng một tháng công chiếu ngoài rạp.

### Đánh giá chuyên môn

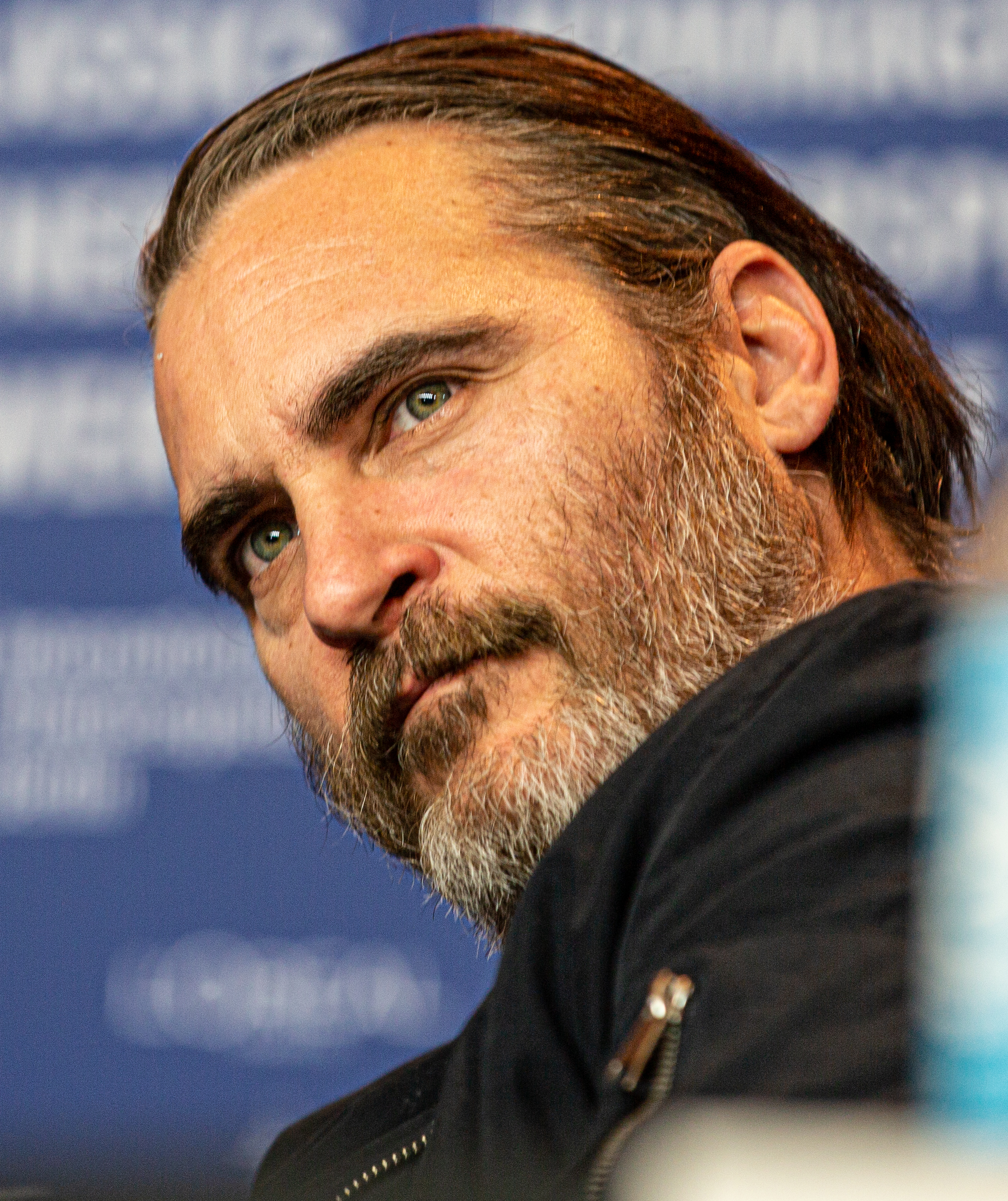
Diễn xuất của Joaquin Phoenix trong vai Joker đã nhận về vô số lời khen ngợi từ giới chuyên môn. Được coi là một trong những vai diễn để đời trong sự nghiệp, Joker đã đem về cho anh một giải Oscar cho Nam diễn viên chính xuất sắc nhất, chiến thắng đầu tiên trong sự nghiệp của anh sau ba lần được đề cử trước đó.

Trên hệ thống tổng hợp kết quả đánh giá Rotten Tomatoes, phim nhận được 68% lượng đồng thuận dựa theo 584 bài đánh giá, với điểm trung bình là 7,3/10. Các chuyên gia của trang web nhất trí rằng, "Joker đã mang đến cho nhân vật chính khét tiếng này một nguồn gốc hợp lý đến rùng mình, đóng vai trò như một màn giới thiệu xuất sắc cho ngôi sao của nó – và một cuộc cách mạng đen tối cho dòng phim điện ảnh lấy cảm hứng từ truyện tranh." Trên trang Metacritic, phần phim đạt số điểm 59 trên 100, dựa trên 60 nhận xét, chủ yếu là những ý kiến trái chiều. Lượt bình chọn của khán giả trên trang thống kê CinemaScore cho phần phim điểm "B+" trên thang từ A+ đến F, trong khi đó trang PostTrak chấm bộ phim với số điểm 84% cùng với đánh giá 4 trên 5 sao, trong đó 60% số khán giả khuyên nên xem bộ phim này.
Mark Kermode của The Observer đánh giá bộ phim 4 trên 5 sao, nói rằng, "Joker có một quân át chủ bài dưới hình thức miêu tả ngoại hình đầy mê hoặc của Joaquin Phoenix về một người đàn ông sẽ là vua". Viết cho IGN, Jim Vejvoda đã cho Joker điểm tuyệt đối, viết rằng bộ phim "sẽ hoạt động tốt như một cuộc nghiên cứu nhân vật hấp dẫn mà không có bất kỳ cạm bẫy nào của DC Comics; rằng nó giống như một bộ phim tuyệt vời về vũ trụ Batman đang đóng băng trên bánh Batfan". Ông cho rằng đây là một câu chuyện ngụ ngôn mạnh mẽ và đáng lo ngại về sự bỏ bê và bạo lực đương thời, đồng thời mô tả màn trình diễn của Phoenix trong vai Joker là hấp dẫn và "xứng đáng với giải Oscar". Tương tự, Xan Brooks của The Observer – người cũng cho bộ phim điểm tuyệt đối – đã gọi nó là "sự táo bạo và bùng nổ một cách đáng kinh ngạc" và đánh giá cao cách Phillips sử dụng các yếu tố từ phim Scorsese để tạo ra một câu chuyện gốc. Owen Gleiberman của Variety đã viết, "Phoenix thật đáng kinh ngạc khi đóng vai một gã lập dị bị bệnh tâm thần trở thành tên hề giết người Joker trong phim loại trực tiếp Tân Taxi Driver của Todd Phillips: Bộ phim truyện tranh hiếm hoi diễn tả những gì đang xảy ra trong thế giới thực".
Brandon Davis của ComicBook.com ca ngợi Joker là tác phẩm chuyển thể từ truyện tranh đột phá mà ông thấy đáng sợ hơn hầu hết các bộ phim kinh dị trong năm 2019. Davis đã so sánh nó một cách thuận lợi với bộ phim Kỵ sĩ bóng đêm năm 2008, khen ngợi kỹ thuật quay phim và các màn trình diễn, và gọi nó là một bộ phim cần phải xem để được tin tưởng. Deadline Pete Hammond của Hollywood tin rằng bộ phim định nghĩa lại Joker và "không thể bỏ qua". Hammond cũng ca ngợi câu chuyện và các màn trình diễn, và tóm tắt bộ phim là "một tác phẩm làm phim hoành tráng nói lên thế giới chúng ta đang thực sự sống ngày nay theo những cách mà ít bộ phim làm được". Peter Travers của Rolling Stone nói rằng ông đã bị lạc lối để mô tả về màn trình diễn của Phoenix, gọi bộ phim là "đau lòng" và "đơn giản là tuyệt vời".
David Ehrlich của IndieWire đã hỗn hợp hơn và cho bộ phim là "C+". Anh ấy cảm thấy rằng trong khi "Joker là bộ phim siêu anh hùng táo bạo nhất và thú vị nhất kể từ The Dark Knight", nó "cũng gây cháy nổ, bối rối và có khả năng độc hại". Ehrlich nghĩ rằng bộ phim sẽ khiến người hâm mộ DC hài lòng và khen ngợi diễn xuất của Phoenix, nhưng lại chỉ trích sự chỉ đạo của Phillips và sự thiếu độc đáo. Một đánh giá phê bình đến từ Glenn Kenny của RogerEbert.com, người đã cho bộ phim hai trong số bốn sao. Mặc dù khen ngợi các màn trình diễn và cho rằng câu chuyện có hiệu quả, Kenny chỉ trích bình luận xã hội và hướng của Phillips, cho rằng bộ phim quá phái sinh và tin rằng trọng tâm của nó là "ít giải trí hơn là tạo ra tầm quan trọng của bản thân". Trong một phân tích về nhân vật Joker, Sajesh Mohan của Onmanorama đã viết rằng bộ phim được dựng lên một cách sáo rỗng – phần gốc duy nhất là diễn xuất của Joaquin Phoenix. "Bộ phim, với sự đau đớn và chi tiết, giải thích cách Arthur Fleck biến thành Joker chán nản bởi cách thế giới đối xử với anh ta. Nhờ Phillips và Silver, Phoenix đã có thể đưa ra vị vua trong số các Joker".
Stephanie Zacharek của tạp chí Time, trong một bài đánh giá tiêu cực, đã cho rằng màn trình diễn của Phoenix vượt trội và cảm thấy rằng trong khi Phillips cố gắng "cho chúng tôi một bộ phim nói về sự trống rỗng của nền văn hóa của chúng tôi... Anh ấy chỉ đưa ra một ví dụ điển hình về nó". Cô cho rằng cốt truyện là không tồn tại, "chỉ đen tối theo một cách ngu ngốc ở tuổi vị thành niên" và "nhồi nhét những triết lý rởm".

### Phản hồi từ người trong giới
Joker đã nhận được nhiều lời tán dương từ các nhân vật trong ngành điện ảnh. Jim Lee, giám đốc sáng tạo của DC Comics, ca ngợi tác phẩm là "mãnh liệt, trần trụi và có hồn", và nhận định rằng tác phẩm vẫn rất chân thật với nhân vật mặc dù có sai lệch so với các chất liệu gốc. Nam diễn viên Mark Hamill, người đảm nhiệm vai trò lồng tiếng cho nhân vật Joker trong các sản phẩm hoạt hình và trò chơi điện tử, cho rằng Joker đã tái tạo lại hình ảnh nhân vật này một cách vô cùng "xuất sắc". Richard Donner, đạo diễn của Superman (1978), đã gọi bộ phim bằng các từ "tuyệt vời", "hấp dẫn", "biên kịch rất hay" và nhận định màn trình diễn của Phoenix là "thiên tài". Nhà làm phim tài liệu Michael Moore đã gọi Joker là "kiệt tác điện ảnh" và tuyên bố tác phẩm sẽ là "mối nguy hiểm cho xã hội" nếu mọi người không xem nó. Nam diễn viên Josh Brolin, nổi tiếng với vai diễn Thanos từ Vũ trụ Điện ảnh Marvel, cảm thấy bộ phim vô cùng quyền lực: "Nếu đã đánh giá cao Joker, tôi tin rằng bạn đã trải qua một điều gì đó đau thương trong cuộc đời (mà tôi tin rằng hầu hết chúng ta đều như thế) hoặc đã khắc sâu trong tâm khảm ý nghĩa thực sự của lòng trắc ẩn." Nam diễn viên Vincent D'Onofrio, diễn viên thủ vai Wilson Fisk trong Vũ trụ Điện ảnh Marvel, đã khen ngợi diễn xuất của Phoenix trên Twitter khi cho rằng Phoenix "xứng đáng được công nhận cho màn thể hiện này". Nữ diễn viên Jessica Chastain cũng đồng ý với nhận định trên khi trả lời: "Đó là một trong những màn diễn xuất xuất sắc nhất mà tôi từng xem." Nữ diễn viên kiêm nhà biên kịch Phoebe Waller-Bridge cũng khen ngợi Joker: "Tôi nghĩ lý do khiến mọi người cảm thấy khó chịu [với bộ phim] là vì nó quá chân thật, quá trần trụi. Tôi đã xem nó và tự nghĩ, Chúa ơi, nếu [bộ phim] ra mắt thời điểm một năm sau khi Obama giữ nhiệm kỳ, tôi không nghĩ rằng chúng ta sẽ phải lo lắng về nó". Trong một nhận xét tiêu cực hơn, nhà làm phim David Fincher nói về thành công ngoài mong đợi của tác phẩm, "Không ai có thể nghĩ rằng họ đã đem tới một cú đánh khổng lồ với Joker trong khi Kỵ sĩ bóng đêm lại không được hoành tráng như vậy. Tôi không nghĩ có ai sẽ xem tác phẩm này và nghĩ, 'Ồ, hãy bắt Travis Bickle [của Taxi Driver] và Rupert Pupkin [của The King of Comedy] rồi kết hợp họ, sau đó gài bẫy anh ta phản bội một người mắc bệnh tâm thần, rồi đưa nó ra với giá một tỷ USD'."

### Giải thưởng

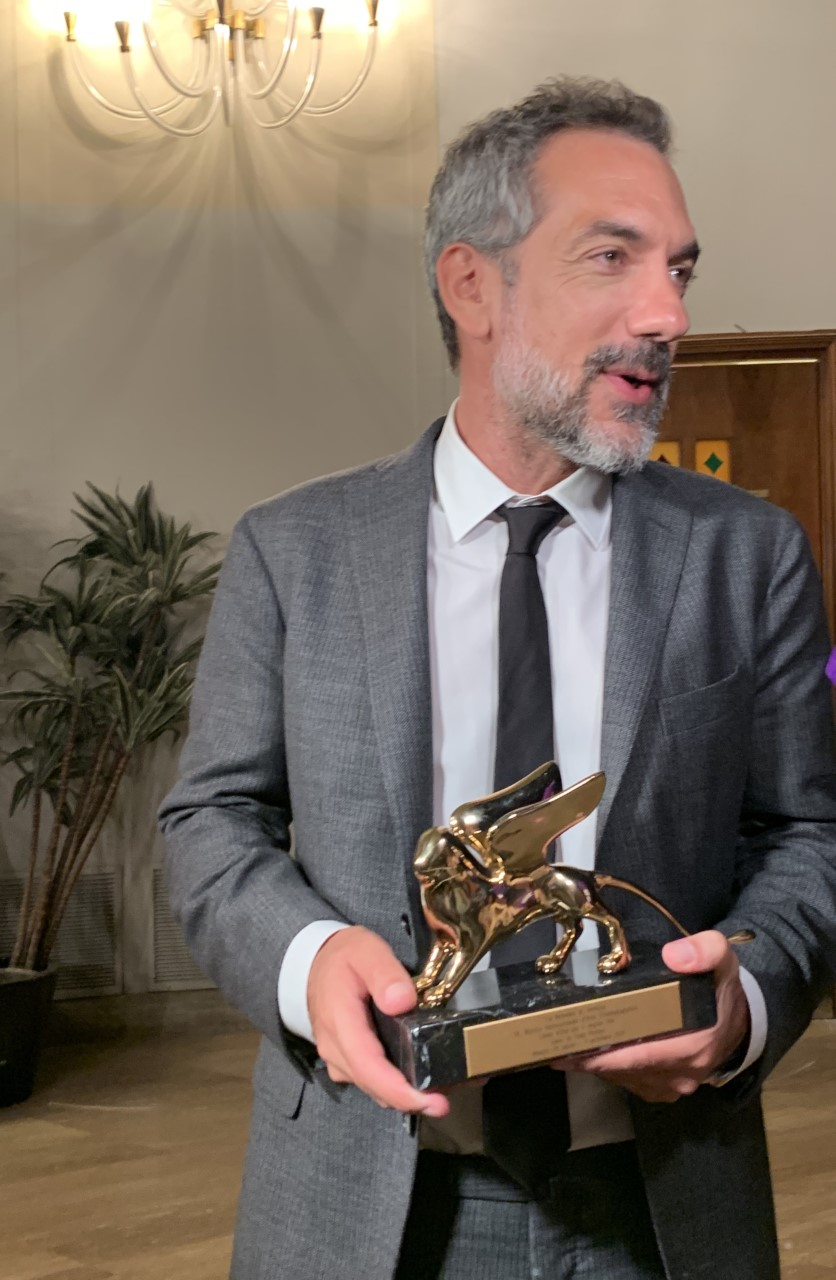
Đạo diễn Todd Phillips nhận Giải Sư tử vàng tại Liên hoan phim quốc tế Venezia lần thứ 76.

Diễn xuất của Joaquin Phoenix trong bộ phim đã đem về cho anh nhiều giải thưởng lớn nhỏ, bao gồm một Giải Oscar cho Nam diễn viên chính xuất sắc nhất, một Giải BAFTA cho Nam diễn viên chính xuất sắc nhất, một Giải BFCA cho Nam diễn viên chính xuất sắc nhất, một Giải Quả cầu vàng cho Nam diễn viên phim chính kịch xuất sắc nhất và một Giải SAG cho Nam diễn viên chính xuất sắc nhất.
Với tổng cộng 11 đề cử tại Giải Oscar lần thứ 92 (trong đó có đề cử ở hạng mục Phim hay nhất), Joker đã phá kỷ lục 8 đề cử mà Kỵ sĩ bóng đêm đã đạt được cho tác phẩm chuyển thể từ truyện tranh, truyện tranh liên hoàn hoặc tiểu thuyết hình ảnh đạt nhiều đề cử nhất. Cũng tại giải thưởng này, phim đã giành chiến thắng tại hai hạng mục Nam diễn viên chính xuất sắc nhất và Nhạc phim hay nhất. Tại Giải BAFTA lần thứ 73, tác phẩm giành chiến thắng tại các hạng mục Nam diễn viên chính xuất sắc nhất, Tuyển diễn viên xuất sắc nhất và Nhạc phim hay nhất trong tổng số 11 đề cử mà tác phẩm nhận được. Joker cũng nhận được bốn đề cử Giải Quả cầu vàng tại lễ trao giải lần thứ 77, với chiến thắng tại hai hạng mục Nam diễn viên phim chính kịch xuất sắc nhất và Nhạc phim hay nhất. Tác phẩm cũng nhận được bảy đề cử tại Giải Critics' Choice lần thứ 25, cũng với hai chiến thắng ở hạng mục Nam diễn viên chính xuất sắc nhất và Nhạc phim hay nhất, đồng thời cũng lọt vào danh sách 10 phim hay nhất năm 2019 do Viện phim Mỹ bình chọn.
Ngoài việc nhận được Giải SAG từ Nghiệp đoàn diễn viên màn ảnh cho phần diễn xuất của Phoenix, Joker cũng nhận về nhiều đề cử từ các nghiệp đoàn khác, bao gồm Nghiệp đoàn nhà biên kịch Mỹ và Nghiệp đoàn nhà sản xuất Mỹ. Phim cũng nhận được giải thưởng cho hạng mục Trang điểm nhân vật xuất sắc nhất trong phim điện ảnh từ Nghiệp đoàn nghệ sĩ trang điểm và làm tóc. Phim cũng thắng Giải Sư tử vàng tại Liên hoan phim quốc tế Venezia lần thứ 76.

## Ảnh hưởng
Trong sự kiện Five Star Movement vào tháng 10 năm 2019, cây hài kiêm nhà chính trị người Ý Beppe Grillo đã trang điểm giống Joker và trong lúc đưa ra một bài phát biểu. Hình ảnh của nhân vật Joker cũng xuất hiện trong nhiều cuộc biểu tính chống chính phủ diễn ra trên toàn cầu. Trong cuộc biểu tình Liban 2019–2020, một nhóm các họa sĩ graffiti tên Ashekm đã vẽ một bức tranh tường với hình ảnh Joker đang cầm một ly cocktail Molotov. Tại Beirut cũng xuất hiện một trạm chuyên sơn hình Joker cho người biểu tình. Tại Los Ángeles, Chile, trong cuộc biểu tình Chile 2019–2020, cụm từ "Chúng ta đều là những gã hề", vốn lấy từ những người biểu tình tại Gotham City trong bộ phim, được viết trên chân của một bức tượng. Ở Hồng Kông, người biểu tình phản đối lệnh tình trạng khẩn cấp trong việc cấm đeo mặt nạ bằng cách đeo mặt nạ của những nhân vật giả tưởng như Joker. Tại Pháp, trong phong trào áo gi lê vàng, các lính cứu hỏa trang điểm mặt của Joker và tự thiêu bản thân khi đang phản kháng cảnh sát trên đường phố Paris.
Một trong những địa điểm xuất hiện trong bộ phim, một cầu thang ở Bronx, Thành phố New York, đã được đặt tên là Joker Stairs. Cầu thang này sau đó đã trở thành điểm thu hút khách du lịch và trở thành meme trên Internet sau khi các du khách liên tục đóng giả các cảnh quay nhân vật Arthur Fleck nhảy múa trên bậc thang trong trang phục Joker.

## Phần tiếp theo
Joker ban đầu dự định chỉ là một bộ phim đơn không có phần tiếp theo, mặc dù Warner Bros. dự định cho ra mắt DC Black, một dòng phim dựa trên DC Comics nhưng không liên quan đến DCEU với chất liệu mang tính thử nghiệm, đen tối hơn. Trong khi Phillips nói vào tháng 8 năm 2019 rằng anh ấy sẽ quan tâm đến việc làm phần tiếp theo, tùy thuộc vào hiệu suất của bộ phim và nếu Phoenix quan tâm, nhưng sau đó anh ấy giải thích rằng "bộ phim không được thiết lập để có phần tiếp theo. Vào tháng 10 năm 2019, Phoenix nói chuyện với Peter Travers về việc có thể sẽ đóng lại vai Arthur, xoay quanh việc Travers hỏi Phoenix liệu anh có coi Joker là "vai diễn trong mơ" của mình hay không. Phoenix nói, "Tôi không thể ngừng suy nghĩ về nó... Nếu có điều gì khác mà chúng tôi có thể làm với Joker có thể thú vị" và kết luận, "Đó là điều mà tôi thực sự muốn làm trước khi bắt tay vào việc này phim. Tôi không biết rằng còn nhiều việc phải làm... Bởi vì nó dường như là vô tận, khả năng chúng ta có thể đi đến đâu với nhân vật".
Vào ngày 20 tháng 11 năm 2019, The Hollywood Reporter thông báo rằng phần tiếp theo đang được phát triển, với Phillips, Silver và Phoenix dự kiến sẽ hoàn thành nhiệm vụ của họ; tuy nhiên, Deadline Hollywood cùng ngày báo cáo rằng câu chuyện của The Hollywood Reporter là sai sự thật và các cuộc đàm phán thậm chí còn chưa bắt đầu. Phillips đã trả lời các báo cáo bằng cách nói rằng anh ấy đã thảo luận về phần tiếp theo với Warner Bros. và nó vẫn là một khả năng, nhưng nó không được phát triển. Phillips cũng xác nhận rằng bộ phim sắp tới The Batman sẽ không lấy bối cảnh tương tự như Joker. Trong một cuộc phỏng vấn với Variety tại Liên hoan phim quốc tế Palm Springs, Phillips bày tỏ sự quan tâm đến phần ngoại truyện tập trung vào Người dơi, nói rằng, "Đó là một Gotham tuyệt đẹp. Điều tôi muốn thấy ai đó xử lý là Người dơi trông như thế nào từ Gotham đó. Tôi không nói rằng tôi sẽ làm điều đó. Điều thú vị đối với tôi khi đưa Batman vào bộ phim của chúng tôi là, 'Gotham đó tạo ra loại Batman gì?' Đó là tất cả những gì tôi muốn nói".